# Takashi Kuwahara
Takashi Kuwahara (jap. 桑原 隆 Kuwahara Takashi; ur. 5 maja 1948 w Fujiedzie, prefekturze Shizuoka) – japoński trener piłkarski i piłkarz występujący na pozycji pomocnika.

## Życiorys

### Kariera klubowa
Od 1967 do 1982 roku był zawodnikiem w japońskim klubie Furukawa Electric.

### Kariera trenerska
Po zakończeniu piłkarskiej kariery pracował jako trener w PJM Futures, Júbilo Iwata i Yokohama F. Marinos.

## Sukcesy

### Trenerskie
Júbilo Iwata
- Zwycięzca J.League: 1997
- Zwycięzca J.League Division 1: 1999
- Zwycięzca Superpucharu Japonii: 2004
- Zwycięzca Azjatyckiej Ligi Mistrzów: 1999
- Zwycięzca Azjatyckiego Super Pucharu: 1999